# Darryl Pearce
Darryl Pearce (Adelaide, 15 ottobre 1960 – Melbourne, 12 gennaio 2025) è stato un cestista australiano.

## Biografia
Fu sposato con Marina Moffa, dalla quale in seguito divorziò.

## Carriera
Con l'Australia disputò i Campionati mondiali del 1986 e i Giochi olimpici di Seul 1988.